# Museu da Moeda (Luanda)
O Museu da Moeda é um museu numismático e notafilio que conta a história da moeda angolana. Foi criado em 2016, pelo Banco Nacional de Angola, e está localizado em Luanda.

## Exposições
A exposição é dividida por temas, iniciando com formas de troca pré-monetária, com a utilização do zimbo, marfim, sal, cobre e panos; passando pelo surgimento da moeda do período colonial; até a moeda Kwanza que entrou em circulação a partir de 1977.

## Infraestrutura
O museu foi projetado pelo arquiteto Costa Lopes, abrangendo uma área de 4.794 m². Toda a parte museológica está localizada no subsolo, onde possui uma sala de exposições permanentes; uma sala de exposições temporárias; o auditório Saydi Mingas com 209 lugares. Na superfície, há uma praça pública com uma cobertura metálica elaborada.